# Aubin-Saint-Vaast

Aubin-Saint-Vaast este o comună în departamentul Pas-de-Calais, Franța. În 1 ianuarie 2022 avea o populație de 735 de locuitori.